# Acquaro
Acquaro és un municipi italià, situat a la regió de Calàbria i a la província de Vibo Valentia. L'any 2010 tenia 2.655 habitants. Limita amb els municipis d'Arena, Dasà, Dinami, Fabrizia, San Pietro di Caridà i Sant'Angelo.

## Administració
| Període | Identitat         | Partit        |
| ------- | ----------------- | ------------- |
| 2010-   | Giuseppe Barilaro | Llista Cívica |

## Galeria fotogràfica

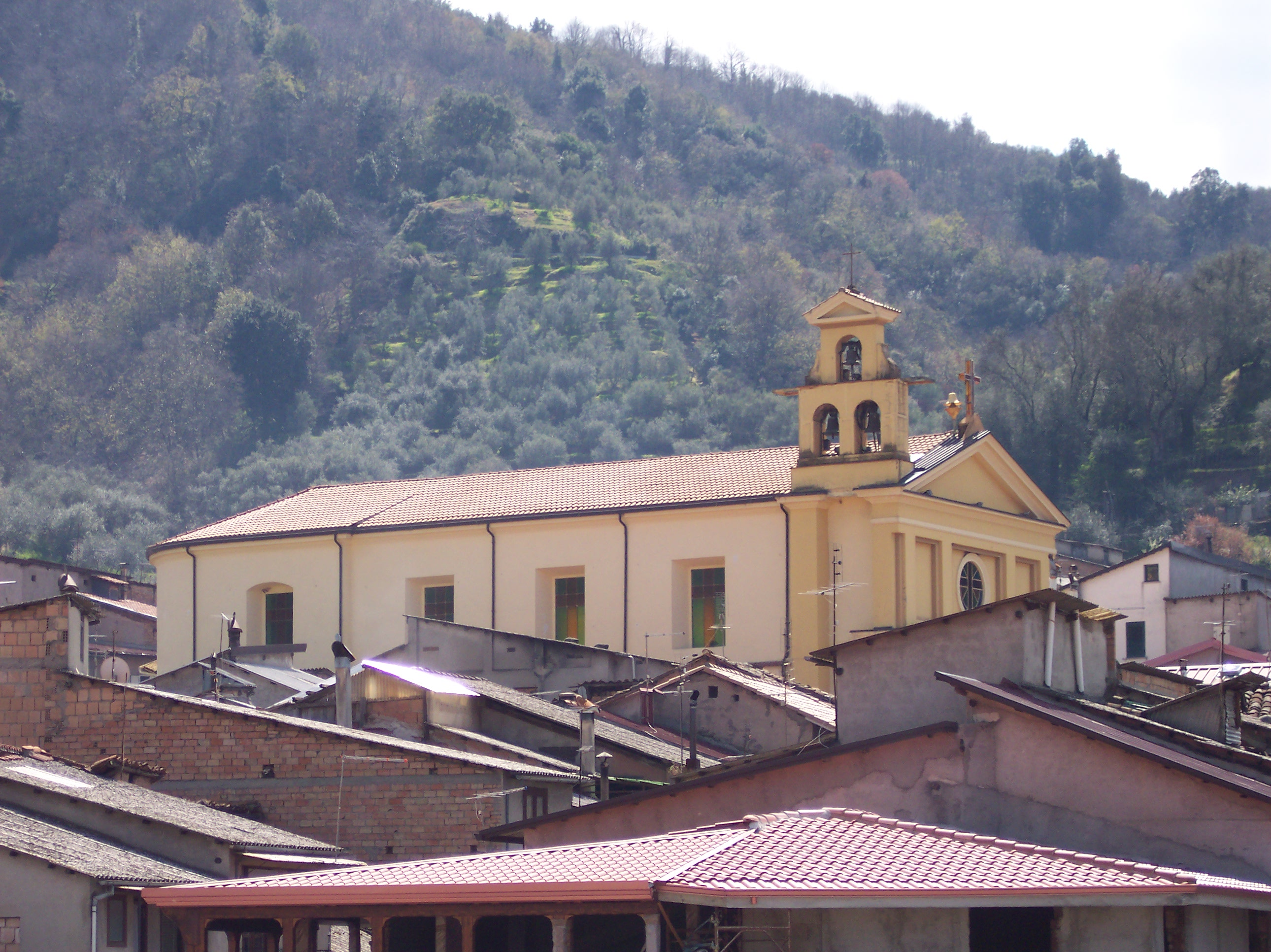
L'església gran
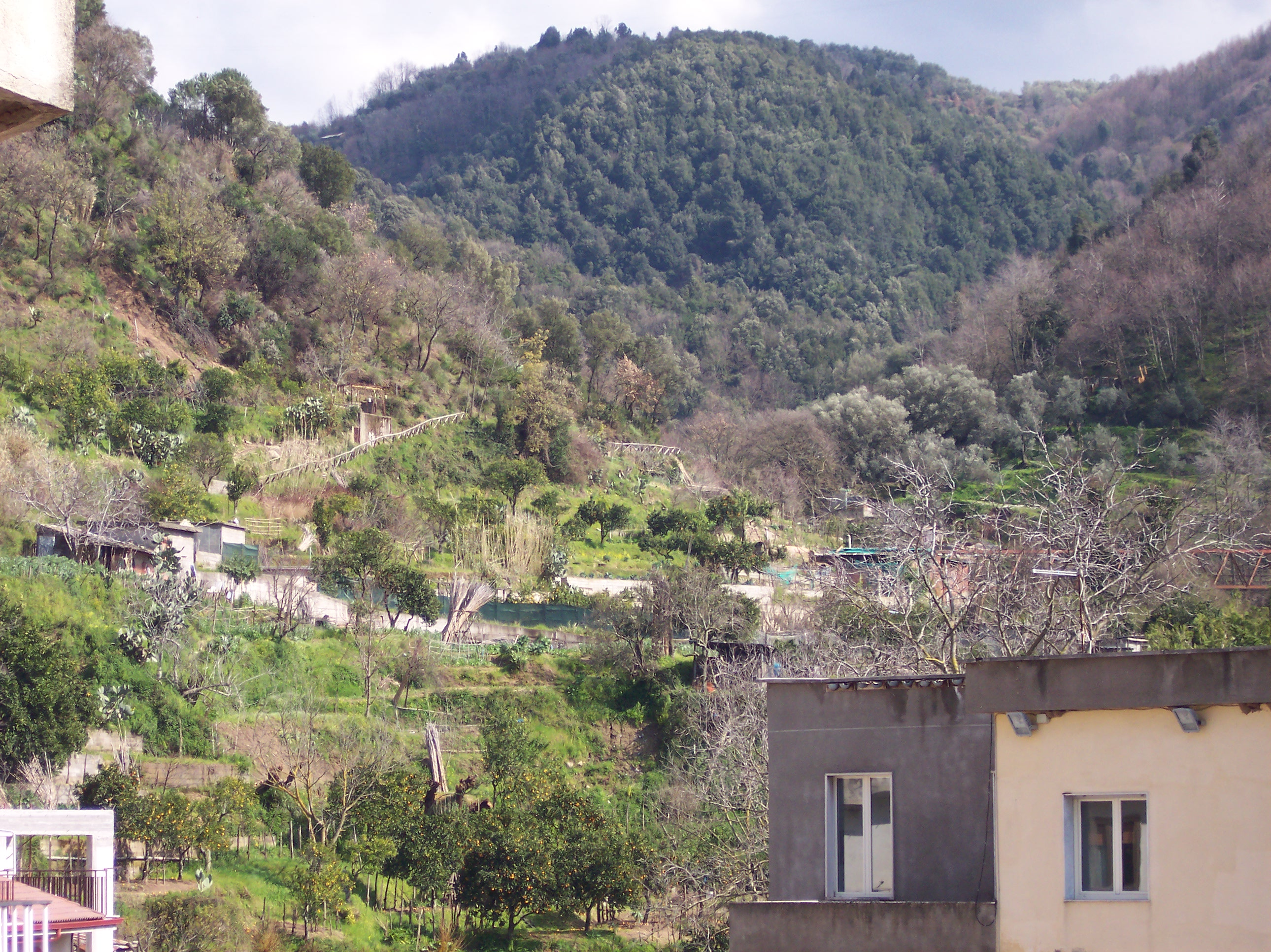
La part rural del país
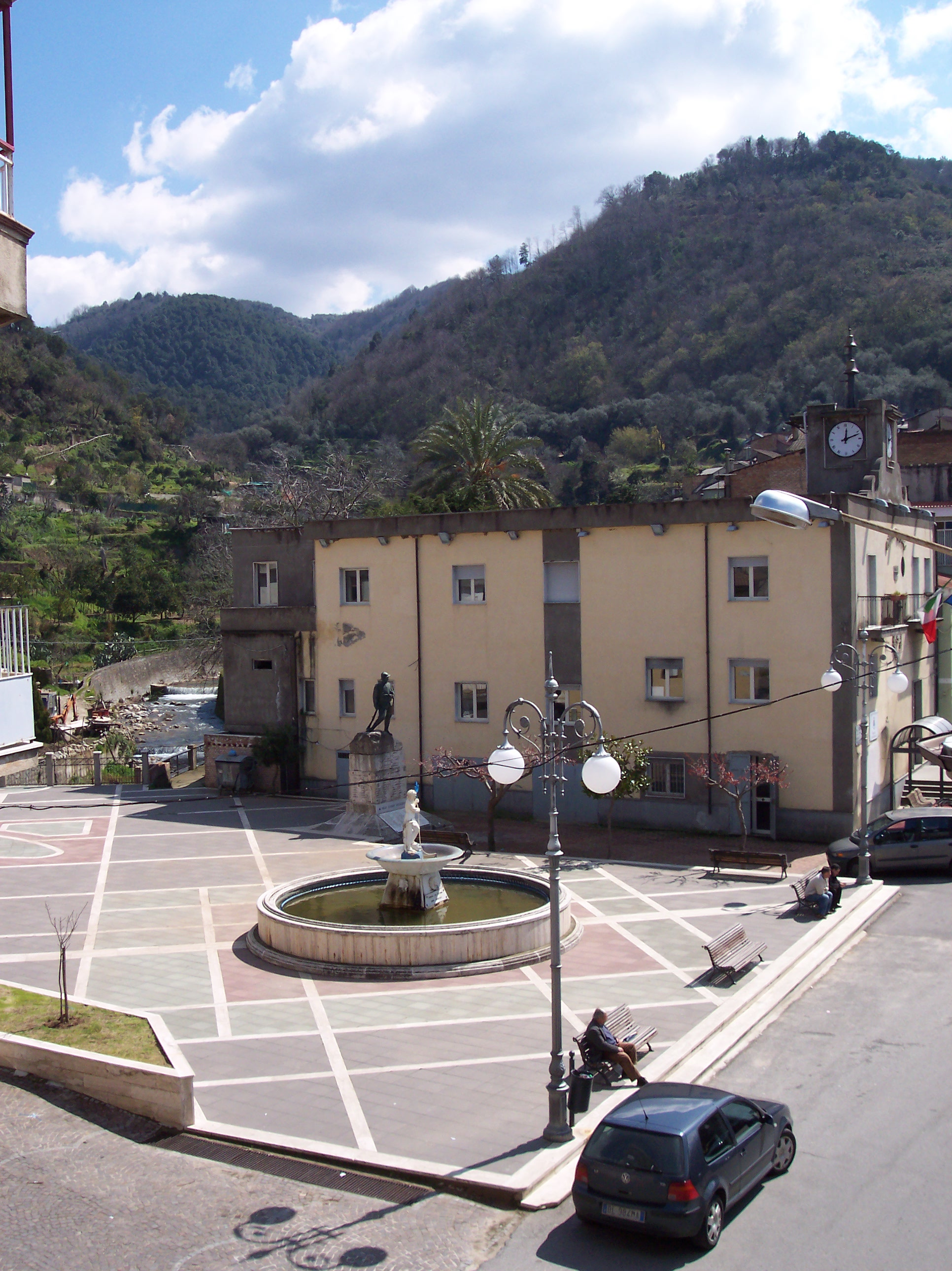
La plaça principal amb la font de Neptú
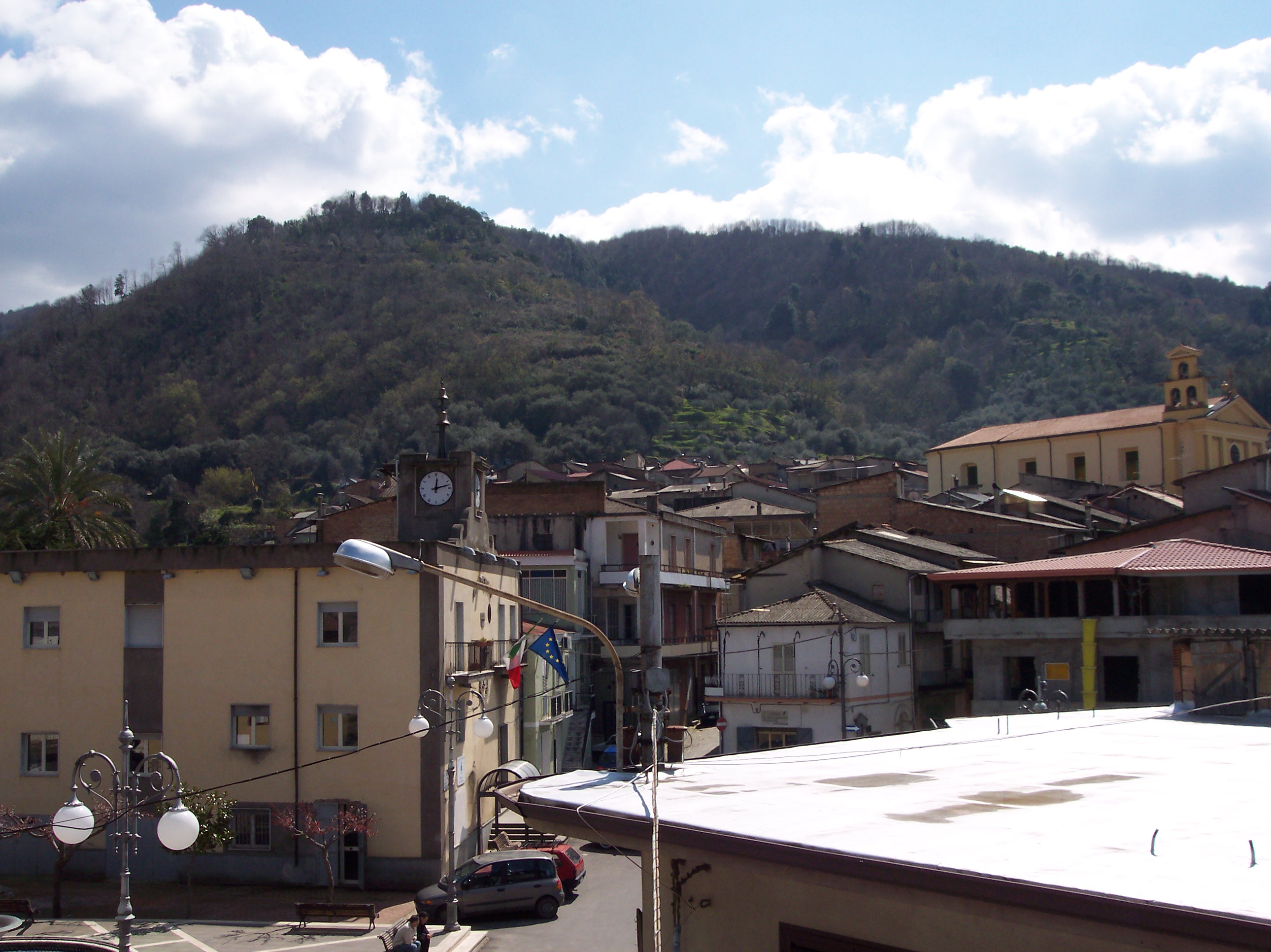
La plaça i el nucli antic
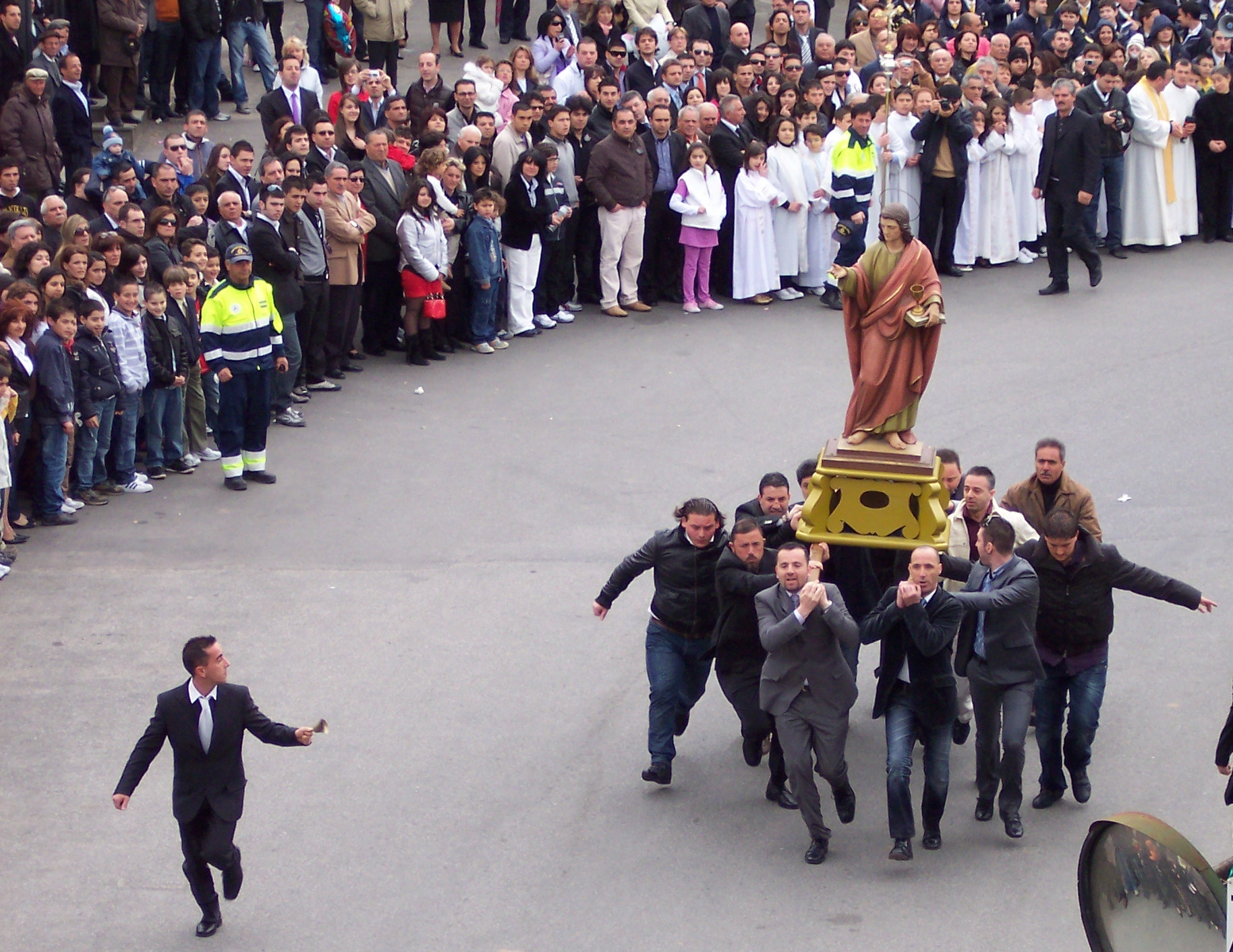
L'estàtua de Sant Joan
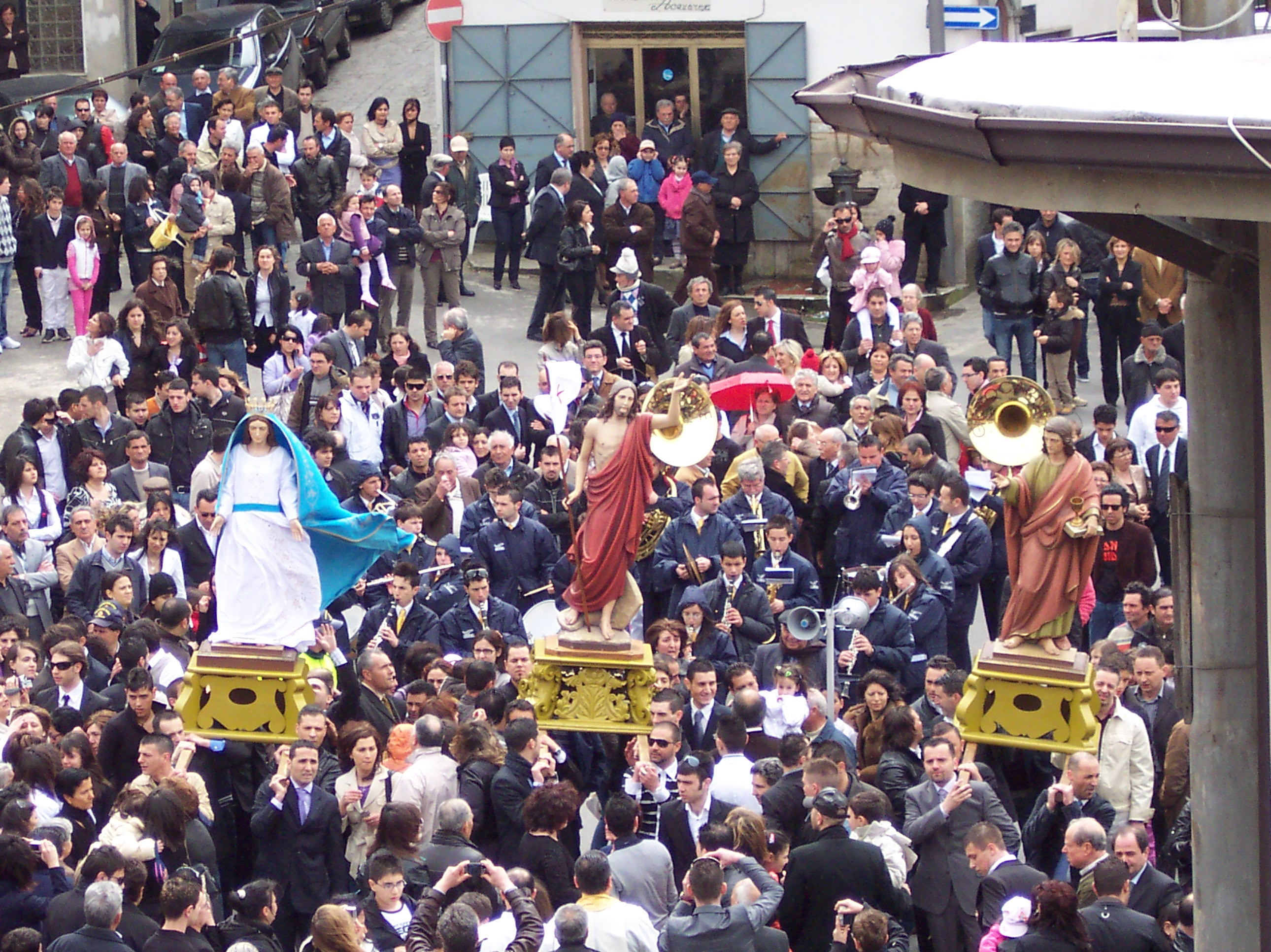
Les tres estàtues de la plaça principal